# Doushuai Congyue
Doushuai Congyue (chiń. 兜率從悅, pinyin Dōushuài Cóngyuè; kor. 두솔종열 Tosol Chongyŏl; jap. Tōsotsu Yūetsu; wiet. Đâu Suất Tòng Duyệt; ur. 1044, zm. 1091) – chiński mistrz chan ze szkoły linji.

## Życiorys
Pochodził z Ganzhou w dzisiejszej prowincji Jiangxi. W dzieciństwie rozpoczął praktykę klasztorną i studiował zarówno hinajanę, jak i mahajanę. W końcu został mnichem i rozpoczął praktykę chan. Został uczniem, a następnie spadkobiercą Dharmy mistrza Baofenga Kewena ze szkoły huanglong.
Jego klasztorem był klasztor Doushuai w prefekturze Longxing (obecnie to dzielnica Nanchangu).
Jako jeden z pierwszych mistrzów stworzył dla lepszego nauczania specjalny test Koanowy zwany trzema barierami.
- Poruszasz niebo i ziemię aby całkowicie zbadać i bezpośrednio spojrzeć w swą własną naturę. Teraz pytam cię, gdzie jest twoja prawdziwa natura właśnie w tej chwili?
- Gdy urzeczywistniasz swoją prawdziwą naturę, jesteś wolny od życia i śmierci. Powiedz mi, jak możesz być wolny od życia i śmierci, gdy twoje oczy ślepną?
- Gdy uczyniłeś siebie wolnym od życia i śmierci, znasz swoje ostateczne przeznaczenie. A więc, kiedy [twoje ciało] rozpada się na cztery elementy, gdzie pójdziesz?[1]

Pewnego dnia, po kąpieli, leżąc w swoim łóżku wezwał uczniów i wypowiedział wiersz:
| Czterdzieści osiem lat! Robiłem wszystko z ignorancją i mądrością. Nie jestem bohaterem. Moja droga do nirwany jest spokojna i łagodna. |

I spokojnie zmarł.
Jest bohaterem gong’anu 47 z Wumenguan.

## Linia przekazu Dharmy zen
Pierwsza liczba oznacza liczbę pokoleń mistrzów od 1 Patriarchy indyjskiego Mahakaśjapy.
Druga liczba oznacza liczbę pokoleń od 28/1 Bodhidharmy, 28 Patriarchy Indii i 1 Patriarchy Chin.
- 45/18. Huanglong Huinan (1002–1069) Szkoła huanglong
  - 46/19. Baofeng Kewen (1025–1102) (także Yun’an Kewen)
    - 47/20. Doushuai Congyue (1044–1091)
      - 48/21. Zhang Shangying (1043–1122) świecki uczeń, premier, uczony buddyjski

    - 47/20. Yuefan Huihong (1071–1128)